# Francisco Pracánico
Francisco Nicolás Pracánico (* 15. Mai 1898 in San Fernando; † 30. Dezember 1971) war ein argentinischer Tangopianist, Komponist und Bandleader.

## Leben
Pracánico musste bereits achtjährig die Schule verlassen, um Geld als Schuhputzer zu verdienen. Er erlernte das Klavierspielen autodidaktisch und hatte 1913 seinen ersten Auftritt als Pianist im Café eines Kinos, in dem er als Reinigungskraft eingestellt war. Einige Monate später spielte er schon mit einer eigenen Formation im Kino Variedades. Auch seine erste Komposition entstand in dieser Zeit: der Tango Monte protegido wurde im Círculo de Obreros uraufgeführt.
1919 kam er nach Buenos Aires, wo er zunächst Klavier in Augusto Bertos Formation in der Bar Domínguez spielte. Er trennte sich bald von Berto, um ein eigenes Orchester zu gründen, das u. a. im Jockey Club, im Tigre Hotel, im Conte in Mar del Plata und im Chantecler auftrat. Er begleitete die Sängerin Azucena Maizani bei der Eröffnung des Astral und arbeitete später auch mit den Sängerinnen Mercedes Carné, Ada Falcón und Carmen Duval zusammen.
Ab Mitte der 1920er Jahre trat seine Tätigkeit als Komponist in den Vordergrund. Bei einem von Max Glücksmann veranstalteten Wettbewerb belegte er den zweiten Preis mit der Ranchera Hasta que ardan los candiles. Mit einer eigenen Formation, die aus ihm selbst als Pianist und Bandleader, den Bandoneonisten Gabriel Clausi und Domingo Scarpino, den Geigern Manlio Francia und Elvino Vardaro und dem Kontrabassisten Angel Moncagatti bestand, nahm er ab 1926 beim Label Electra neben eigenen Kompositionen Werke u. a. von Hermes Peressini, Alberto Laporte, Eduardo Arolas, Rafael Iriarte, Vicente Greco, Rodolfo Sciammarella und Ángel D’Agostino auf. Der Toningenieur war Alfredo P. Murúa, ein Pionier des argentinischen Tonfilms.
Mit seinem Orchester trat Pracánico in Arturo S. Moms Film Monte Criollo (1935) auf. Er komponierte für diesen Film den Titelsong, der von Azucena Maizani gesungen wurde, und für Florindo Ferrario den Titel Muchacho del cafetín. Verwendung im Soundtrack fanden später die Titel Corrientes y esmeraldas in Gonzalo Suárez’ Film El portero (2000) und Enfunda la mandolina in Carlos Theróns Es por tu bien (2017).

## Kompositionen
- El Caburé
- Monte protegido
- Pampa
- Hasta que ardan los candiles
- Alhucema
- Ciudad de San Fernand
- Cuentas claras
- Dejá nomás que se vaya
- El cielo en tus ojos
- Enfundá la mandolina
- Hijo del fango
- Los muñequitos
- Milonga para Carriego
- Nicanora
- No volverá a tu barrio
- Soy cantor
- Tatita
- Trapito
- Corrientes Poty
- Afilador
- Martín Pescador
- Corrientes y Esmeralda
- Mentira
- Si se salva el pibe
- Te odio
- Madre
- Perdóname Señor
- Pobres flores
- Sombras
- El corazón me robaste
- Aunque me cueste la vida
- Malhaya mi suerte